# Årets yrkeskvinna
Årets yrkeskvinna utses av förbundet Business and Professional Women Sweden sedan 1981.

## Kriterier
Den som utses till Årets yrkeskvinna : 
- är en kvinna i yrkesaktiv ålder
- har gjort en insats av väsentlig betydelse
- har påverkat utvecklingen inom sitt yrkesområde
- är en förebild och föredöme för andra kvinnor
- har inte huvudsakligen partipolitisk eller facklig verksamhet
- är utåtriktad, samhällsorienterad och aktiv

## Mottagare av utmärkelsen
- 1981 Christina Odenberg, senare Sveriges första kvinnliga biskop.
- 1982 Dorotea Bromberg, grundare av bokförlaget Brombergs, invandrarkvinnan som blev bokförläggare.
- 1983 Birgitta Blom, första kvinnliga hovrättspresidenten.
- 1984 Gunhild Kyle, första professorn i kvinnohistoria.
- 1985 Annika Hagström, kvinnlig journalist i mansdominerad verksamhet.
- 1986 Barbro Fischerström, första kvinnliga flygplatschefen.
- 1987 Antonia Ax:son Johnson, företagsledare och finanskvinna.
- 1988 Ann Larsson, initiativtagare till ASEA-pendeln.
- 1989 Gunilla Bradley, professor i informatik.
- 1990 Cecilia Torudd, illustratör och serietecknare, skapare av serien Ensamma mamman.
- 1991 Ewa Persson, startade projektet "Kvinnor och ekonomi".
- 1992 Kerstin Bäck, ståupp-komiker, föreläsare, författare och före detta traversförare.
- 1993 Solveig Ternström, skapare av tv-serien Morsarvet.
- 1994 Monica Dahlström-Lannes, sexualbrottsutredare med "övergrepp mot barn" som specialistområde.
- 1995 Cecilia Rydinger Alin, dirigent.
- 1996 Bodil Jönsson, forskningsledare vid Certec, författare.
- 1997 Maria Lilja, affärskvinna, styrelseproffs
- 1998 Elisabet Reslegård, kampanjledare för Läsrörelsen.
- 1999 Carin Lindahl, grundare av Stay in Place, sportkläder för kvinnor.
- 2000 Monica Lindstedt, en av grundarna av tidningen Metro och grundare av företaget Hemfrid.
- 2001 Lisbeth Johansson, chefsåklagare i Malexandermålet.
- 2002 Elisabeth Massi Fritz, advokat.
- 2003 Carina Lundberg, direktör och chef för Etisk analys.
- 2004 Maria Masoomi, dietist och kostekonom.
- 2005 Lottie Knutson, informationsdirektör på Fritidsresor.
- 2006 Inga-Britt Ahlenius, undergeneralsekreterare för FN:s internrevision OIOS.
- 2007 Alexandra Charles, grundare av 1,6 miljonerklubben.
- 2008 Barbro Jönsson, chefsåklagare i Uddevalla.
- 2009 Margareta van den Bosch, chefsdesigner på H&M.
- 2010 Victoria Bernadotte, prinsessa.
- 2011 Lena Maria Klingvall, författare, entreprenör mm
- 2012 Gudrun Sjödén, designer och företagare
- 2013 Maud Olofsson, tidigare partiledare för Centerpartiet
- 2014 Gertrud Åström, jämställdhetsexpert
- 2015 Agnes Wold, professor i bakteriologi och överläkare på Sahlgrenska akademin vid Göteborgs universitet.
- 2016 Mary Hägg, specialisttandläkare i Hudiksvall
- 2017 Christina Merker-Siesjö, ordförande och grundare av kooperativet Yallatrappan[2]
- 2018 Alexandra von Schwerin, projektledare för Skarhults slotts utställningar, Eslöv[3]
- 2020 Frida Boisen, författare, journalist, talare och kommunikationsexpert.[4]
- 2021 Magda Gad
- 2022 Karin Tegmark Wisell
- 2023 Sofia Åhman

- Källor: åren 2006–16[5]